# Jürgen Creutzmann
Jürgen Creutzmann, né le 4 octobre 1945 à Spire, est un homme politique allemand membre du Parti libéral-démocrate (FDP) et député européen de 2009 à 2014.

## Biographie

### Études et carrière professionnelle

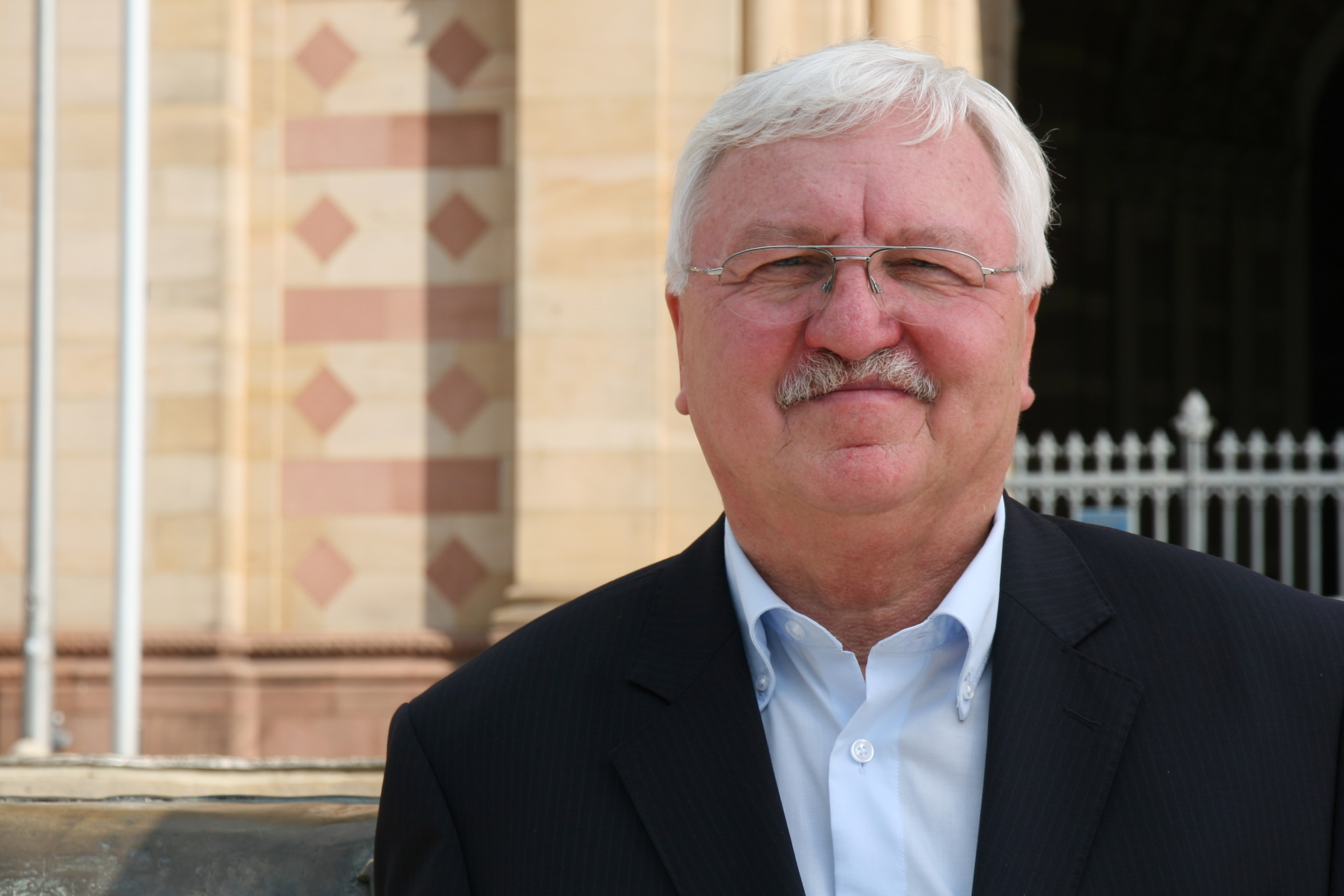
Jürgen Creutzmann (2010)

Creutzmann naît et grandit à Spire. Après le collège qu'il fréquente à Spire, il passe son abitur à Heidelberg en 1966 puis entame neuf semestres d'études en gestion à l'université de Mannheim. Creutzmann travaille d'abord dans une société d'audit avant d'être embauché en 1973 par le groupe chimique allemand BASF. Entre 1973 et 1988, il est un collaborateur chargé des résultats consolidés du groupe et de 1988 à 2006 directeur de comptabilité pour les environ 50 sociétés filiales du groupe.

### Parti
En 1965, Creutzmann adhère aux Jungdemokraten (un mouvement de jeunesse démocratique allemand), dont il deviendra par la suite le président régional. Un an plus tard, il adhère au FDP. De 1971 à 1973, il préside la section de l'arrondissement de Spire. En 1974, Creutzmann est cofondateur de la section de Dudenhofen et en est élu président. En 1983, il est élu membre du comité directeur régional du Land de Rhénanie-Palatinat ainsi que 
trésorier de son parti.

### Député
De 1974 à 1994, Creutzmann est membre du conseil municipal de Dudenhofen ainsi que chef de son groupe. De 1974 à 2009, il préside en plus son parti au sein du conseil municipal des communes associées de Dudenhofen, rôle qu'il occupe entre 2004 et 2009 également au sein de la diète de la circonscription de Palatinat. En 1998, il est élu député au parlement régional du Land de Rhénanie-Palatinat, au sein duquel il devient d'abord porte-parole au sujet de la politique intérieure et auprès de la presse et sera vice-président du groupe FDP. Entre 2001 et 2006, il est vice-président du parlement du Land et en 2006, il y devient président de la commission pour affaires européennes.
En 2009, Creutzmann est élu député européen, à la suite de quoi il démissionne de son mandat au parlement du Land. Au Parlement européen, il est trésorier et membre de la présidence de la délégation FDP qui appartient au groupe européen ADLE. Il est membre de la commission parlementaire Marché intérieur et protection des consommateurs et membre suppléant de la commission Emploi et Affaires Sociales, ainsi que membre de la délégation pour les relations avec le Canada. De plus, il est vice-président du PME Intergroupe, un intergroupe parlementaire qui s'engage pour les PME.

## Publications
- « Jürgen Creutzmann », in Gerhard Sellinger, Daheim im Rhein-Pfalz-Kreis, Sellinger, Schifferstadt, 2010, p. 46.

## Distinctions
- Croix d'officier de l'ordre du Mérite de la République fédérale d'Allemagne